# Marco Fassone
Marco Fassone (* 17. August 1964 in Pinerolo, Italien) ist ein italienischer Geschäftsmann und Sportmanager. Zuletzt war er Vorstandsvorsitzender des AC Mailand. 

## Karriere
Fassone studierte bis 1987 moderne Literatur an der Universität von Turin. Anschließend arbeitete er als Produktmanager im Marketingbereich des Süßwarenherstellers Ferrero. Von 2001 bis 2002 leitete Fassone die Produktentwicklung bei Galbani, ehe er ins Sportmanagement wechselte. Zunächst war er von 2003 bis 2010 Marketingleiter beim italienischen Fußball-Rekordmeister Juventus Turin. Zwischen 2010 und 2015 war er Geschäftsführer, zuerst von 2010 bis 2012 beim SSC Neapel, dann von 2012 bis 2015 bei Inter Mailand. Seit 2017 war Fassone Vorstandsvorsitzender beim AC Mailand. Am 21. Juli 2018 trennte sich der AC Mailand von ihm.
Angesichts des Ausbruchs der COVID-19-Pandemie, von der Italien besonders stark betroffen ist, plädierte Fassone im April 2020 für einen vorzeitigen Abbruch der Saison in der Serie A.